# World Badminton Grand Prix 2004
Der World Badminton Grand Prix 2004 war die 22. Auflage des World Badminton Grand Prix. Die Turnierserie bestand aus 14 internationalen Meisterschaften. Die für Dezember als 15. Turnier angesetzten Hong Kong Open wurden abgesagt.

## Die Sieger
| Veranstaltung       | Herreneinzel         | Dameneinzel  | Herrendoppel                         | Damendoppel                                | Mixed                               |
| ------------------- | -------------------- | ------------ | ------------------------------------ | ------------------------------------------ | ----------------------------------- |
| Thailand Open       | Boonsak Ponsana      | Yao Jie      | Luluk Hadiyanto Alvent Yulianto      | Zhang Dan Zhang Yawen                      | Nathan Robertson Gail Emms          |
| Swiss Open          | Lin Dan              | Gong Ruina   | Fu Haifeng Cai Yun                   | Gao Ling Huang Sui                         | Kim Dong-moon Ra Kyung-min          |
| All England         | Lin Dan              | Gong Ruina   | Jens Eriksen Martin Lundgaard Hansen | Gao Ling Huang Sui                         | Kim Dong-moon Ra Kyung-min          |
| Korea Open          | Xia Xuanze           | Zhang Ning   | Luluk Hadiyanto Alvent Yulianto      | Yang Wei Zhang Jiewen                      | Kim Dong-moon Ra Kyung-min          |
| Japan Open          | Ronald Susilo        | Mia Audina   | Ha Tae-kwon Kim Dong-moon            | Ra Kyung-min Lee Kyung-won                 | Nova Widianto Vita Marissa          |
| Malaysia Open       | Lee Chong Wei        | Zhang Ning   | Choong Tan Fook Lee Wan Wah          | Yang Wei Zhang Jiewen                      | Zhang Jun Gao Ling                  |
| US Open             | Lee Yen Hui Kendrick | Xing Aiying  | Howard Bach Tony Gunawan             | Chien Yu-chin Cheng Wen-hsing              | Lin Wei-hsiang Cheng Wen-hsing      |
| Dutch Open          | Kenneth Jonassen     | Pi Hongyan   | Tony Gunawan Howard Bach             | Lena Frier Kristiansen Kamilla Rytter Juhl | Thomas Laybourn Kamilla Rytter Juhl |
| Denmark Open        | Lin Dan              | Xie Xingfang | Lars Paaske Jonas Rasmussen          | Wei Yili Zhao Tingting                     | Chen Qiqiu Zhao Tingting            |
| German Open         | Lin Dan              | Xie Xingfang | Mathias Boe Carsten Mogensen         | Zhang Dan Zhang Yawen                      | Carsten Mogensen Rikke Olsen        |
| China Open          | Lin Dan              | Xie Xingfang | Candra Wijaya Sigit Budiarto         | Zhang Jiewen Yang Wei                      | Jens Eriksen Mette Schjoldager      |
| Singapur Open       | Kenneth Jonassen     | Zhang Ning   | Luluk Hadiyanto Alvent Yulianto      | Yang Wei Zhang Jiewen                      | Nova Widianto Liliyana Natsir       |
| Chinese Taipei Open | Lee Chong Wei        | Chie Umezu   | Chan Chong Ming Koo Kien Keat        | Chien Yu-chin Cheng Wen-hsing              | Koo Kien Keat Wong Pei Tty          |
| Indonesia Open      | Taufik Hidayat       | Xie Xingfang | Luluk Hadiyanto Alvent Yulianto      | Yang Wei Zhang Jiewen                      | Zhang Jun Gao Ling                  |
| Hong Kong Open      | abgesagt             | abgesagt     | abgesagt                             | abgesagt                                   | abgesagt                            |